# Giancarlo Guerrini
Giancarlo Guerrini, född 29 december 1939 i Rom, död 21 mars 2025 i Rom, var en italiensk vattenpolospelare. Han spelade i Italiens herrlandslag i vattenpolo i tre OS. I Rom blev det guld, i Tokyo en fjärdeplats och i Mexico City ytterligare en fjärdeplats. I OS-turneringen 1960 gjorde Guerrini tre mål och i OS-turneringen 1968 ytterligare tre mål.
Guerrinis första klubblag var Lazio och senare spelade han för Pro Recco.